# Brendan Cole
Brendan Cole, född 29 maj 1981, är en australisk friidrottare. Han deltog vid olympiska sommarspelen 2012.